# Kevin-Prince Boateng
Kevin-Prince Boateng (født 6. marts 1987) er en ghanesisk fodboldspiller af tyske aner, der i øjeblikket spiller i klubben Hertha Berlin i den tyske Bundesliga.

## Baggrund
Boateng er født i Berlin og har en ghanesisk far og en tysk mor. Han har tidligere været i tvivl om han ville spille for Ghana eller Tyskland. I første omgang valgte midtbanespilleren Tyskland, hvor han flere gange har spillet for U/21 landsholdet, men i juni, 2009 udtalte Boateng, at han i fremtiden ville repræsentere Ghana efter, at han ikke var blevet udtaget til ungdomslandsholdet.
Boateng har i alt 13 tatoveringer fordelt på sin krop. En af hans tatoveringer visualiserer Afrika, en Berlin og derudover har han tatoveret sin kones navn Jennifer et sted på kroppen. Omkring de to jokere der også er tatoveret på ham udtalte Boateng: "Jeg har to jokere, den ene smiler og den anden græder. Det betyder grin nu, græd senere".
Privat giftede Boateng sig med Jennifer i 2007 to dage efter han skrev under på kontrakten med Tottenham. Kevin Prince-Boateng kalder sig selv for ”The Ghetto Kid” på grund af hans opvækst i det fattige Wedding kvarter i Berlin.
Hans halvbror Jérôme Boateng med fælles far er også professionel fodboldspiller og spiller for det tyske fodboldlandshold, hvor de til VM i fodbold i både 2010 og 2014 har spillet landskampe mod hinanden. Hans fem år ældre broder George Boateng er ligeledes fodboldspiller, men må ikke forveksles med den hollandske spiller af samme navn.

## Karriere
Den unge ghaneser startede sin karriere i Reinickendorfer Füchse og skiftede som 7-årig til storklubben Hertha Berlin, hvorfra han blev solgt til engelske Tottenham den 31. juli 2007 efter 13 år i klubben. Boatengs karriere i Tottenham gik dog langt fra som forventet, og i januar 2009 blev han udlejet til tyske Borussia Dortmund. Efter endnu et ophold uden succes skiftede han i sommerpausen 2009 til Portsmouth F.C.. Han rejste i 2010 videre til italienske AC Milan. I 2013 flyttede han tilbage til Tyskland for at spille for Schalke 04. Han har i alt spillet for 16 forskellige hold i løbet af hans 25 år lange karriere. Han har spillet i storklubber som Barcelona, AC Milan, Dortmund og Spurs, men spiller i øjeblikket for Hertha Berlin.

### Landshold
Boateng besidder dobbelt statsborgerskab, og kunne også have repræsenteret Tyskland på internationalt niveau. Han valgte dog at stille op for Ghanas landshold, som han repræsenterede ved VM i 2010 og VM i 2014.